# Fritz Kühn (Autor)

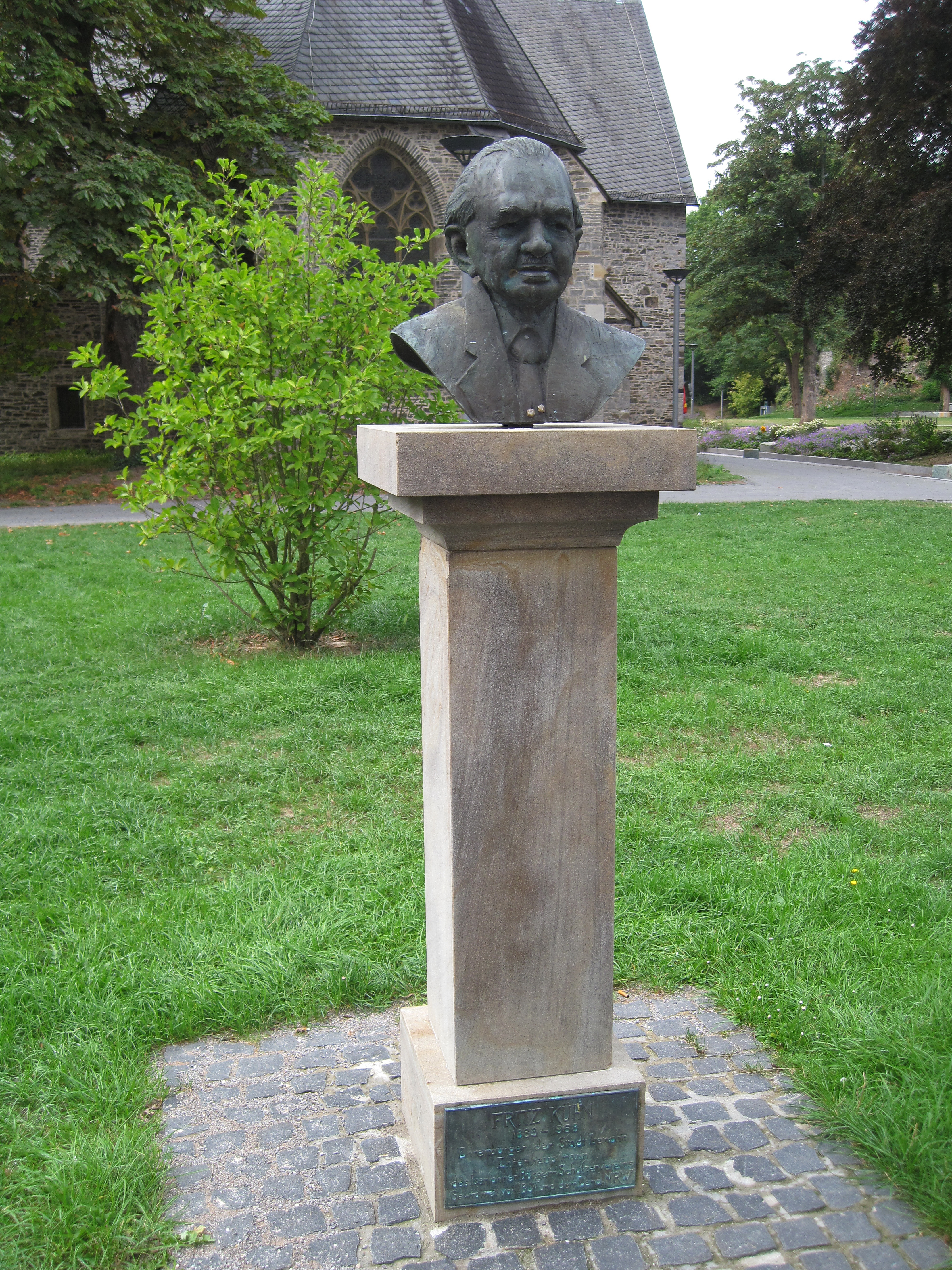
Denkmal von Fritz Kühn in Iserlohn

Fritz Kühn (* 11. Oktober 1883 in Iserlohn-Obergrüne; † 3. August 1968 in Iserlohn) war ein deutscher Autor. Er war Volksschullehrer in Berchum und Hohenlimburg, später Realschulrektor in Iserlohn. Zudem war er Organist und Presbyter im Bezirk der Obersten Stadtkirche, Leiter des Hauses der Heimat und des Stadtarchivs in Iserlohn. Sein literarisches Wirken galt unter anderem der Erzählforschung in Westfalen.

## Kühn und der Nationalsozialismus
Kühn war von Anfang an ein Gegner der Weimarer Republik und Mitglied entsprechender Vereinigungen. Er war kriegsbegeistert und verherrlichte den „Opfertod“ von Frontsoldaten.
Fritz Kühn erhielt im März 1933 für die Kampffront Schwarz-Weiß-Rot ein Mandat im Stadtrat und schloss sich (zusammen mit dem anderen Stadtrat der Kampffront, dem Fabrikanten Karl Klute) der Fraktion der NSDAP an. Am 8. September 1937 beantragte Kühn die Aufnahme in die NSDAP und wurde rückwirkend zum 1. Mai desselben Jahres aufgenommen (Mitgliedsnummer 5.494.808). Im Zuge der Entnazifizierung nach dem Krieg wurde er vom Entnazifizierungsberufungsausschuss Iserlohn am 2. Juli 1948 in die Kategorie V (sogenannte Entlastete) eingestuft.
Kühn schwieg nach dem Krieg über das Schicksal der jüdischen Iserlohner und über seine Rolle als Nationalsozialist. Im Jahr 1963 begeisterte er sich noch über die „glänzende Führung“ des NS-Bürgermeisters Hans Damrau und den „neuen Geist“ der 1930er Jahre.

## Ehrung
- Fritz-Kühn-Platz in Iserlohn, zentraler Platz vor dem Stadtmuseum Iserlohn
- 1956 wurde Kühn Ehrenbürger der Stadt Iserlohn, die Ehrenbürgerschaft gilt jedoch als umstritten.

## Werke (Auswahl)
- Fabeln und lustige Tiergeschichten. 1924
- Sagen des Sauerlandes. 1938
- Niemand hat größere Liebe.... Meschede 1939
- Heiteres Iserlohn. 1959
- Haus der Heimat 1763 - 1963. Zweihundert Jahre Iserlohner Stadtgeschichte. Iserlohn, o .J.
- Liebes altes Iserlohn. Dortmund o. J. (um 1956), Neuausgabe Iserlohn 1967